# Nara (stad)
Nara (Japans: 奈良市, Nara-shi) is een stad in het zuiden van het Japanse eiland Honshu. Het is de hoofdstad van de prefectuur Nara. Op 1 april 2009 had de stad 365.464 inwoners en een bevolkingsdichtheid van 1320 inw./km². De oppervlakte van de gemeente bedraagt 276,84 km².

## Geschiedenis
Nara werd gesticht door keizerin Genmei onder de naam Heijō om dienst te doen als hoofdstad voor Japan. De naam Nara kwam pas later in gebruik, maar de periode waarin Heijō de hoofdstad van Japan was (710-784) heet desondanks de Naraperiode. Heijō volgde in deze hoedanigheid Fujiwara op.
De plattegrond van de stad was gebaseerd op die van de toenmalige Chinese hoofdstad Chang'an. Er was een rechthoekig stratenpatroon, met het keizerlijke paleis aan het noordelijke uiteinde. Ook lagen er in de stad veel boeddhistische kloosters. Hoewel de stad maar een kwart van het formaat had van het Chinese voorbeeld, was het nog te groot voor de relatief kleine Japanse hofhouding en entourage. Het westelijke deel van de stad is nooit gebouwd zoals gepland. Toch was het geen kleine stad; het inwoneraantal wordt door sommigen geschat op 100.000 aan het begin van de eeuw, groeiend tot 200.000 in 784.
Volgende keizers ondernamen diverse pogingen om een nieuwe hoofdstad te bouwen. Het was uiteindelijk Kanmu die in 784 Heijō verliet. Hij had een nieuwe hoofdstad gebouwd in Nagaoka, maar in 794 verhuisde hij opnieuw, naar Heian, het latere Kioto, dat daarna meer dan 1000 jaar lang de keizerlijke residentie zou blijven. Nara verloor na 784 snel aan belang en grootte.
In de moderne tijd is Nara de hoofdstad van de gelijknamige prefectuur. De stad kreeg deze status op 1 februari 1898.
Latere gemeentelijke herindelingen, met als laatste die van 1 april 2005 waarbij de dorpen Tsuge en Tsukigase werden geabsorbeerd, hebben de stad verder laten groeien.
Op 8 juli 2022 werd de voormalige Japanse premier Shinzo Abe er neergeschoten terwijl hij campagne aan het voeren was voor de verkiezingen. Hij overleed in het ziekenhuis aan zijn verwondingen.

## Onderwijs
In Nara bevinden zich zes universiteiten, waaronder de Nara Joshi Daigaku (奈良女子大学,Vrouwenuniversiteit van Nara) en 16 hogescholen.

## Bezienswaardigheden
Dankzij de grote aantallen boeddhistische tempels en shintoschrijnen is Nara een bekende bestemming voor toeristen. De bezienswaardigheden met een + voor de naam staan op de Werelderfgoedlijst.
- Boeddhistische tempels
  - + Tōdai-ji, inclusief Nigatsu-dō
  - Saidai-ji [ja]
  - + Kōfuku-ji
  - + Gangō-ji
  - + Yakushi-ji
  - + Tōshōdai-ji
- Shintoschrijnen
  - + Kasuga-schrijn
- Keizerlijk paleis
  - + paleis Heijō
- Overig
  - + Oerbos van Kasugayama
  - Naramachi
  - Narapark
  - Sarusawameer
  - Wakakusa-yama
  - Yagyū

In de buitenwijken, en met name in het Narapark, lopen veel tamme sikaherten vrij rond. Deze staan bekend als heilige dieren. Overal in het park worden zogenaamde "shika sembei" (hertenkoekjes) verkocht die mensen aan de herten kunnen voeren.

## Stedenbanden
Nara heeft een stedenband met
- Gyeongju, Zuid-Korea sinds 1970
- Toledo, Spanje sinds 1972
- Xi'an, Volksrepubliek China sinds 1974
- Versailles, Frankrijk sinds 1986
- Canberra, Australië sinds 1993

## Verkeer
Nara ligt aan de Yamatoji-lijn en de Sakurai-lijn van West Japan Railway Company en aan de Nara-lijn, Kyōto-lijn, Kashihara-lijn en de Keihanna-lijn van Kintetsu (近畿日本鉄道株式会社, Kinki Nippon Tetsudō).
Nara ligt aan de volgende autowegen
- Autoweg 24 (richting Wakayama en Hamamatsu)
- Autoweg 25
- Autoweg 169 (richting Shingū)
- Autoweg 308
- Autoweg 369
- Autoweg 370 (richting Kainan)

## Geboren
- Kenichi Fukui (1918-1998), scheikundige en Nobelprijswinnaar
- Naomi Kawase (1969), filmregisseuse en scenarioschrijfster
- Takamitsu Tsuji (1981), wielrenner

## Galerij

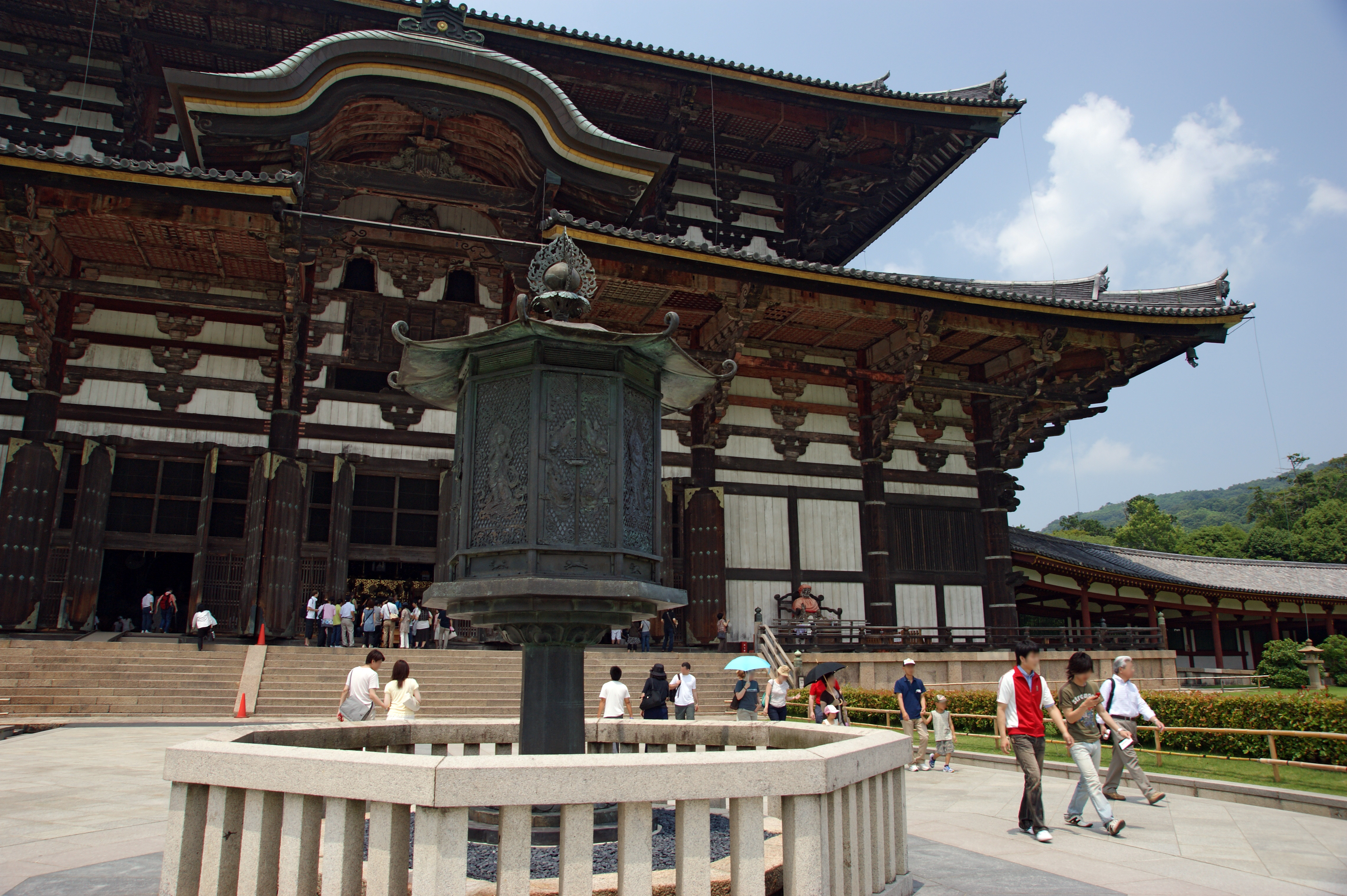
Todai-ji
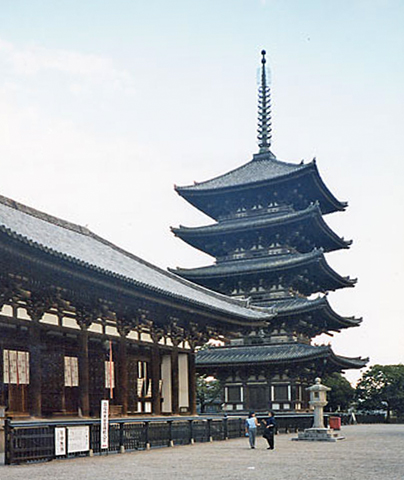
Kofuku-ji
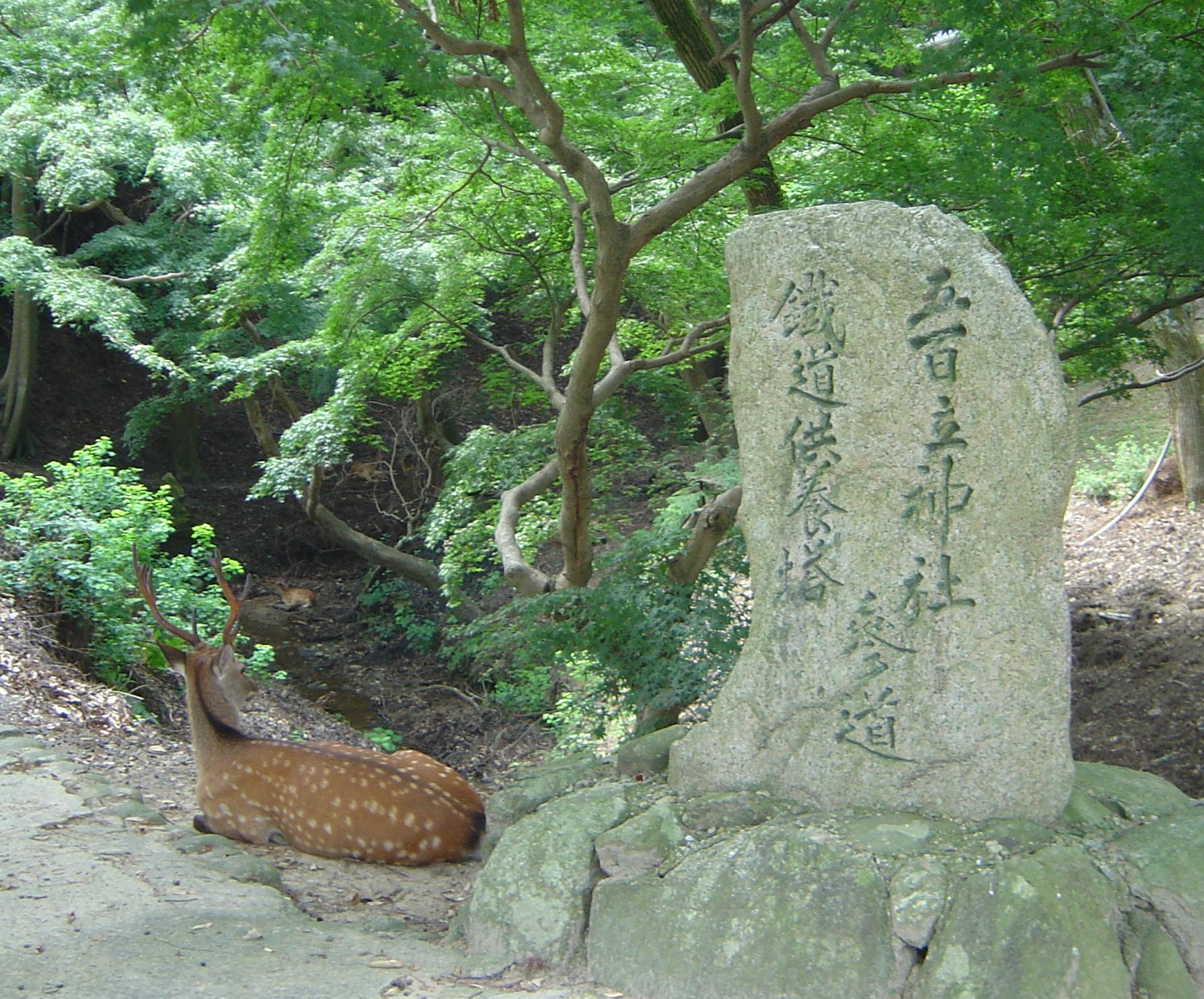
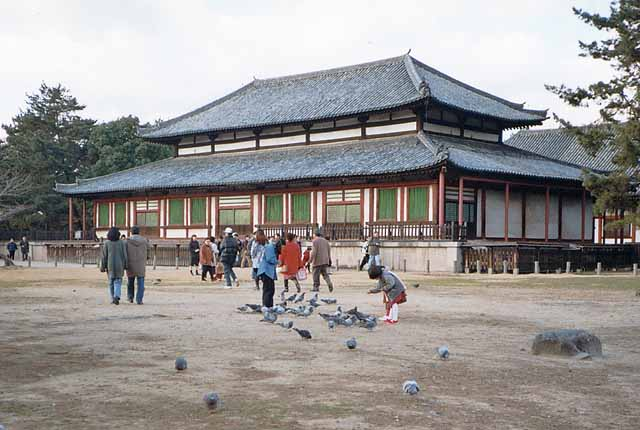
Kofuku-ji
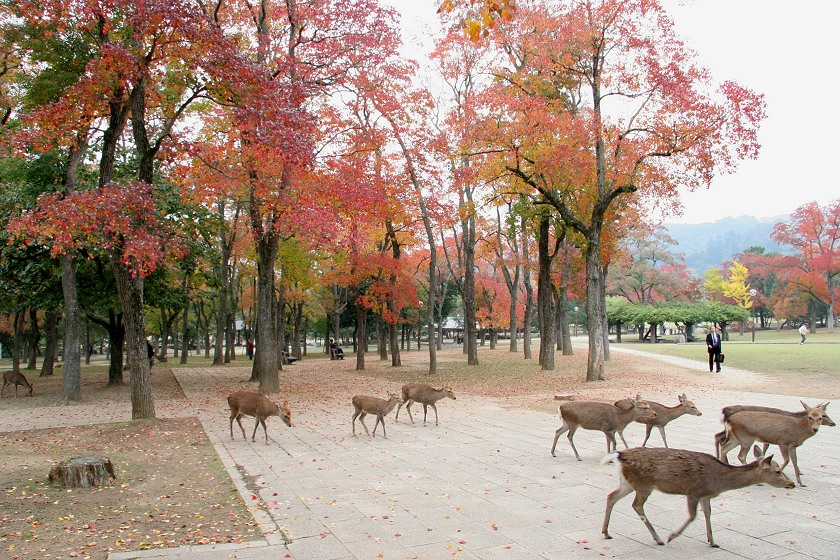
Herten in Nara